# Brana Ilić
Brana Ilić (serbisch-kyrillisch Брана Илић, * 16. Februar 1985 in Golubinci, SFR Jugoslawien) ist ein serbischer Fußballspieler.

## Karriere

### Verein
Brana Ilić begann seine Profikarriere im Jahre 2003 beim damaligen Erstligisten FK Zemun. Von 2007 bis Ende 2008 stand er beim FK Rad unter Vertrag. Die folgenden zweieinhalb Spielzeiten verbrachte der Stürmer beim FK Partizan Belgrad, mit dem er zwei Mal serbischen Meister wurde und auch den nationalen Pokal gewann. 2010 folgte der Wechsel zum FK Vojvodina Novi Sad. Im Februar 2012 wurde er vom kasachischen Erstligisten FK Aqtöbe verpflichtet. anschließend war er bis 2017 in Griechenland für PAS Ioannina sowie Aris Thessaloniki aktiv. Dann folgten zwei Spielzeiten für den Kisvárda FC in Ungarn. Seit 2019 ist er wieder in seiner Heimat aktiv, aktuell für den Viertligisten GFK Sloven Ruma.

### Nationalmannschaft
Am 3. Juni 2011 absolvierte Ilić eine Partie für die serbische A-Nationalmannschaft gegen Südkorea. Bei der 1:2-Testspielniederlage in Seoul wurde er in der 76. Minute für Ranko Despotović eingewechselt.

## Erfolge
- Serbischer Meister: 2009, 2010
- Serbischer Pokalsieger: 2009